# Phyllonorycter lautella
Phyllonorycter lautella là một loài bướm đêm thuộc họ Gracillariidae. Nó được tìm thấy ở khắp châu Âu, ngoại trừ các đảo ở Địa Trung Hải.
Sải cánh dài 6–7 mm. Mỗi năm, có hai lứa trưởng thành vào tháng 5 và một lần nữa vào tháng 8.
Ấu trùng ăn Quercus dalechamii, Quercus petraea và Quercus robur. Chúng ăn lá nơi chúng làm tổ.